# 天岸慧広
天岸慧広（てんがん えこう）は、鎌倉時代後期の臨済宗の僧。俗姓は伴氏。

## 生涯
13歳から建長寺で無学祖元に師事した後、東大寺の戒壇院で受戒した。各地を訪問した後、雲巌寺高峰顕日の法を嗣ぐ。その後、円覚寺に移った顕日に同行し、第一座となった。
元応2年（1320年）、物外可什らと共に渡元し、古林清茂や中峰明本らに学ぶ。嘉暦元年（1326年）、当時知制誥兼国史院編修官であった掲傒斯に、祖元の塔銘（伝記）の撰述を依頼している。元徳元年（1329年）に可什、明極楚俊、竺仙梵僊と共に帰国した。
帰国後は、鎌倉浄妙寺にて活動した後、鎌倉報国寺を開山した。
建武2年3月8日（1335年4月2日）に示寂した。享年63歳。
生前には満昌寺の中興開山も行っており、満昌寺に現存する木造坐像は横須賀市の重要有形文化財に指定されている。